# Le Mans Series 2023
Le Mans Series 2023 är den nittonde säsongen av den europeiska långdistansserien för sportvagnar och GT-bilar, Le Mans Series. Säsongen omfattar sex deltävlingar.

## Tävlingskalender
| Datum             | Tävling             | Segrare LMP2 - Team                     | Segrare LMP2 Pro/Am - Team                         | Segrare LMP3 - Team                               | Segrare LMGTE - Team                               |
| Datum             | Tävling             | Segrare LMP2 - Förare                   | Segrare LMP2 Pro/Am - Förare                       | Segrare LMP3 - Förare                             | Segrare LMGTE- Förare                              |
| ----------------- | ------------------- | --------------------------------------- | -------------------------------------------------- | ------------------------------------------------- | -------------------------------------------------- |
| 23 april 2023     | Barcelona 4-timmars | Duqueine Team                           | Racing Team Turkey                                 | Cool Racing                                       | Proton Competition                                 |
| 23 april 2023     | Barcelona 4-timmars | René Binder Neel Jani Nico Pino         | Louis Delétraz Charlie Eastwood Salih Yoluç        | Adrien Chila Alex García Marcos Siebert           | Ryan Hardwick Alessio Picariello Zacharie Robichon |
| 16 juli 2023      | Castellet 4-timmars | Algarve Pro Racing                      | Racing Team Turkey                                 | Racing Spirit of Léman                            | Proton Competition                                 |
| 16 juli 2023      | Castellet 4-timmars | James Allen Alex Lynn Kyffin Simpson    | Louis Delétraz Charlie Eastwood Salih Yoluç        | Antoine Doquin Jean-Ludovic Foubert Jacques Wolff | Julien Andlauer Giammarco Levorato Christian Ried  |
| 26 augusti 2023   | Aragón 4-timmars    | United Autosports USA                   | AF Corse                                           | Cool Racing                                       | Kessel Racing                                      |
| 26 augusti 2023   | Aragón 4-timmars    | Philip Hanson Oliver Jarvis Marino Sato | Francois Perrodo Alessio Rovera Matthieu Vaxivière | Adrien Chila Alex García Marcos Siebert           | Scott Huffaker Takeshi Kimura Davide Rigon         |
| 24 september 2023 | Spa 4-timmars       | Algarve Pro Racing                      | Cool Racing                                        | Cool Racing                                       | Iron Lynx                                          |
| 24 september 2023 | Spa 4-timmars       | James Allen Alex Lynn Kyffin Simpson    | Alexandre Coigny Malthe Jakobsen Nicolas Lapierre  | Adrien Chila Alex García Marcos Siebert           | Matteo Cairoli Matteo Cressoni Claudio Schiavoni   |
| 20 oktober 2023   | Algarve 4-timmars   | United Autosports USA                   | Cool Racing                                        | WTM by Rinaldi Racing                             | Proton Competition                                 |
| 20 oktober 2023   | Algarve 4-timmars   | Philip Hanson Oliver Jarvis Marino Sato | Alexandre Coigny Malthe Jakobsen Nicolas Lapierre  | Torsten Kratz Óscar Tunjo Leonard Weiss           | Julien Andlauer Giammarco Levorato Christian Ried  |
| 22 oktober 2023   | Portimao 4-timmars  | United Autosports USA                   | AF Corse                                           | EuroInternational                                 | Proton Competition                                 |
| 22 oktober 2023   | Portimao 4-timmars  | Philip Hanson Oliver Jarvis Marino Sato | Ben Barnicoat François Perrodo Matthieu Vaxivière  | Adam Ali Matthew Richard Bell                     | Ryan Hardwick Alessio Picariello Zacharie Robichon |

## Slutställning
| Klass       | Förare                                             | Team               |
| ----------- | -------------------------------------------------- | ------------------ |
| LMP2        | James Allen Alex Lynn Kyffin Simpson               | Algarve Pro Racing |
| LMP2 Pro/Am | François Perrodo Matthieu Vaxivière                | AF Corse           |
| LMP3        | Adrien Chila Alex García Marcos Siebert            | Cool Racing        |
| LMGTE       | Ryan Hardwick Alessio Picariello Zacharie Robichon | Proton Competition |